# Tetrablemma medioculatum
Tetrablemma medioculatum là một loài nhện trong họ Tetrablemmidae.
Loài này thuộc chi Tetrablemma. Tetrablemma medioculatum được Octavius Pickard-Cambridge miêu tả năm 1873.